# Vienna (Maryland)
Vienna és una població dels Estats Units a l'estat de Maryland. Segons el cens del 2000 tenia 280 habitants.

## Demografia
Segons el cens del 2000, Vienna tenia 280 habitants, 120 habitatges, i 81 famílies. La densitat de població era de 600,6 habitants per km².
Dels 120 habitatges en un 28,3% hi vivien nens de menys de 18 anys, en un 50,8% hi vivien parelles casades, en un 11,7% dones solteres, i en un 32,5% no eren unitats familiars. En el 30% dels habitatges hi vivien persones soles el 16,7% de les quals corresponia a persones de 65 anys o més que vivien soles. El nombre mitjà de persones vivint en cada habitatge era de 2,33 i el nombre mitjà de persones que vivien en cada família era de 2,85.
Per edats la població es repartia de la següent manera: un 22,9% tenia menys de 18 anys, un 5% entre 18 i 24, un 24,6% entre 25 i 44, un 24,6% de 45 a 60 i un 22,9% 65 anys o més.
L'edat mediana era de 42 anys. Per cada 100 dones de 18 o més anys hi havia 77 homes.
La renda mediana per habitatge era de 34.886 $ i la renda mediana per família de 46.250 $. Els homes tenien una renda mediana de 28.542 $ mentre que les dones 20.313 $. La renda per capita de la població era de 18.082 $. Entorn del 4,7% de les famílies i el 4,5% de la població estaven per davall del llindar de pobresa.

## Poblacions més properes
El següent diagrama mostra les poblacions més properes.